# Axel Lindahl (konstnär)
Axel Julius Gabriel Maria Lindahl, född 19 augusti 1872 i Stockholm, död 17 maj 1943 i Minneapolis, var en svensk-amerikansk dekorationsmålare, målare och illustratör.
Han var son till ingenjören Axel Lindahl och Hilma Carlsson samt från 1899 gift med Anna Ekman. Efter avslutande studier vid Tekniska skolan och Högre konstindustriella skolan 1892-1895 tjänstgjorde han som lärare vid Tekniska skolan. I slutet av 1890-talet etablerade han en litografisk anstalt i Stockholm som utförde litografiska arbeten för andra konstnärer. Han reste till Amerika 1902 för att studera amerikansk litografiframställning men anställdes som dekorationsmålare i Minneapolis. Efter något år började han anlitas av Minneapolis Metropolitan Opera för att utföra teaterdekorationer och fick så småningom anseende som en framstående teaterdekoratör. Eftersom han var en entusiastisk botanist kom detta att återspeglas i hans stafflimålningar med många blomsterstilleben men han målade även landskapsskildringar ofta utförda i akvarell. Som illustratör medverkade han i ett flertal amerikanska dagstidningar. Han medverkade i ett stort antal amerikanska konstutställningar i Minneapolis, Chicago, Philadelphia och New York samt var representerad i den Svensk-amerikanska konstutställningen i Göteborg 1923.